# ウシュアイア
ウシュアイア（Ushuaia 現地ではウスワイアまたはウスワヤと発音する。IPA: [uˈswaʝa]~[uˈswa.ja]~[u.swai.a]）は、アルゼンチン南端、フエゴ島に位置する都市。同国ティエラ・デル・フエゴ州の州都である。2014年現在の人口は約70,000人。ビーグル水道に面し、後背地の山が海に迫る地形であるため、市街地はビーグル水道に沿って発展している。ウシュアイアは南緯54度48分0秒 西経68度18分0秒 / 南緯54.80000度 西経68.30000度座標: 南緯54度48分0秒 西経68度18分0秒 / 南緯54.80000度 西経68.30000度に位置し、かつては「世界最南端の都市」であるとされていたが、2019年5月時点でその座をチリのプエルト・ウィリアムズに譲っている。

## 概要

### 名称
広い湾内の内側にあることから、先住民ヤーガン族が「湾の終わり」を意味する「ウシュアイア」と呼んだ。

### 世界最南端の都市

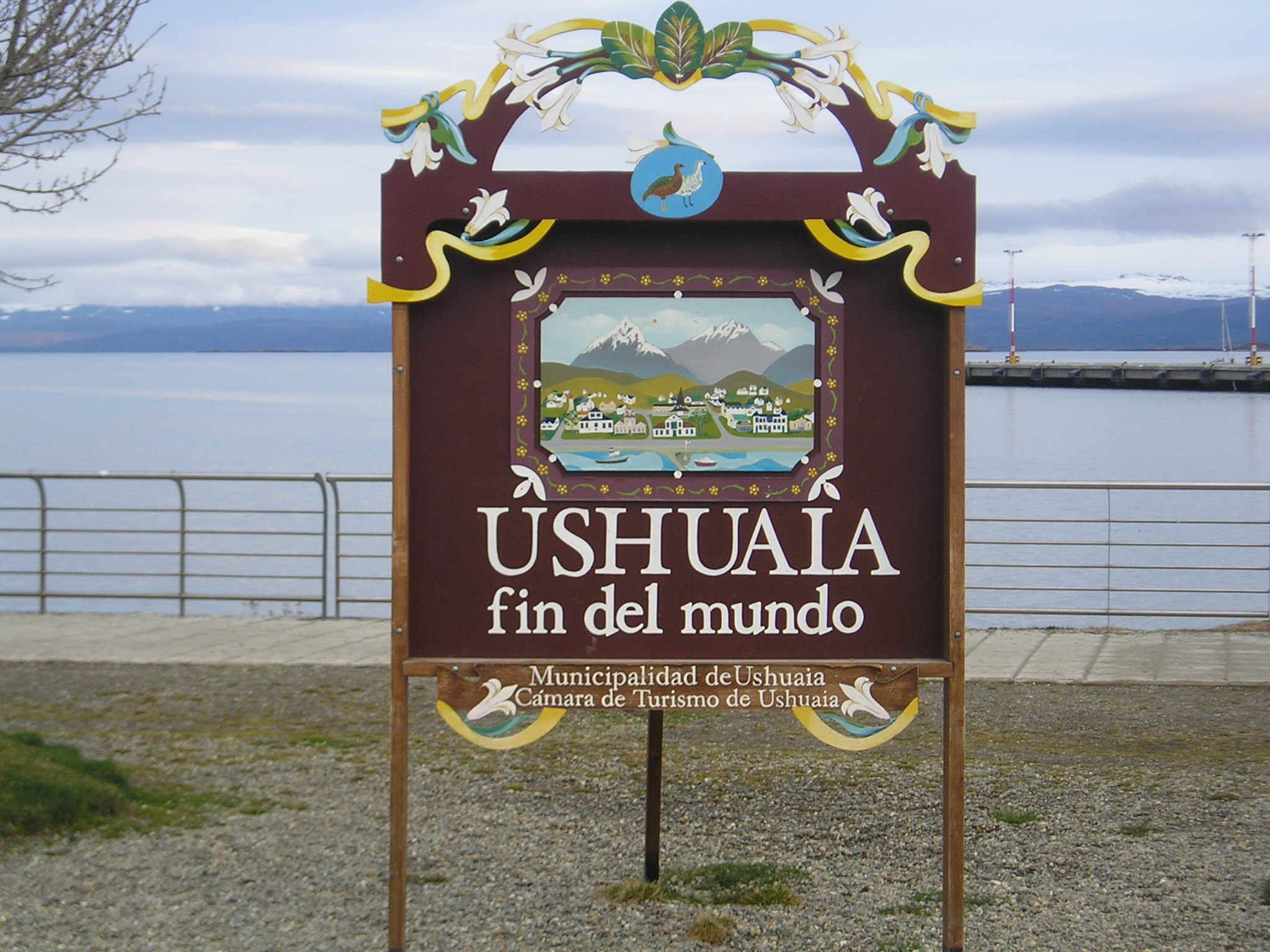
ウシュアイアの標識。fin del mundo（世界の果て）と記されている。

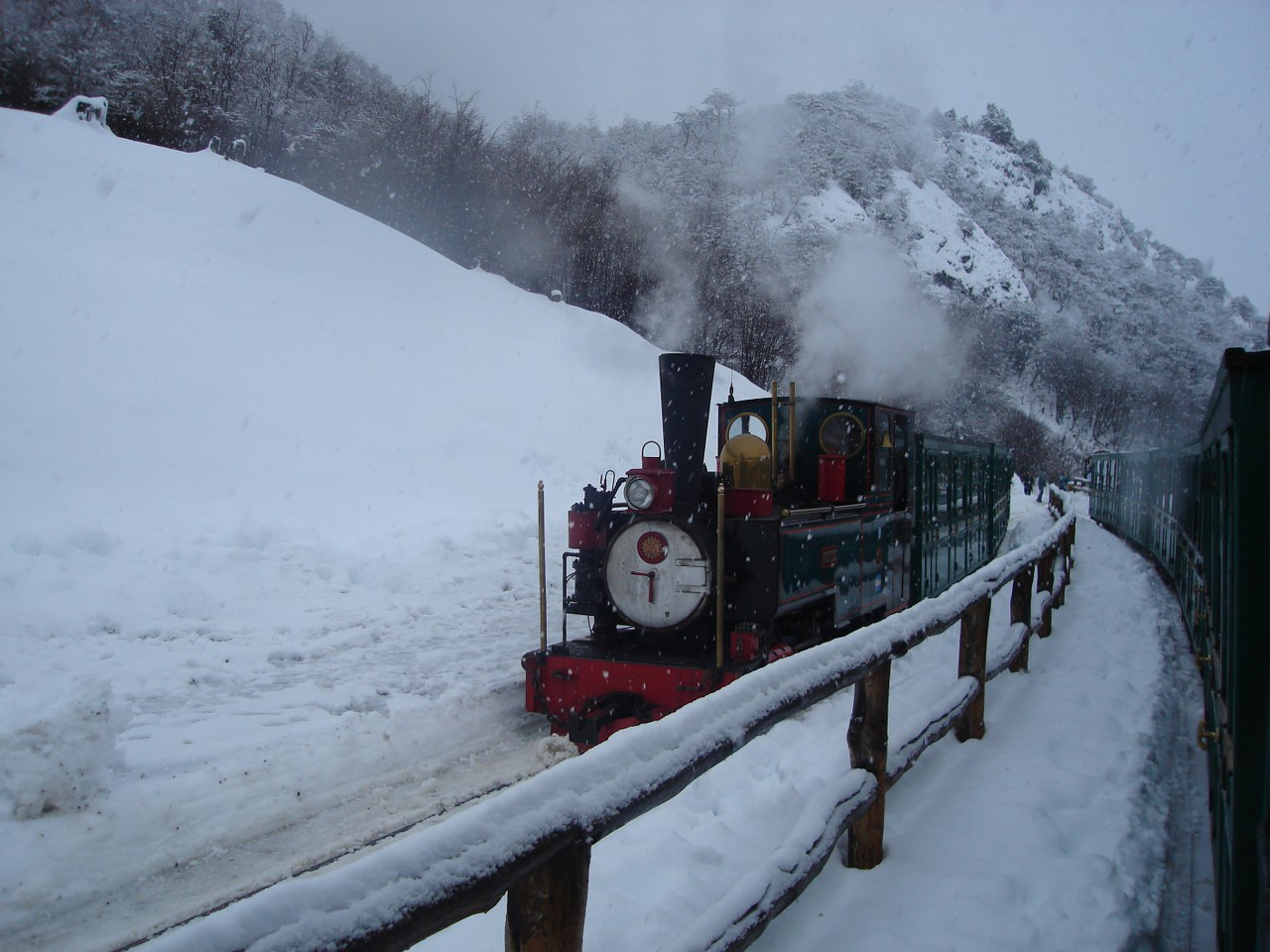
南フエゴ鉄道

ウシュアイアのほかにも「世界最南端」を名乗る自治体はいくつかある。ビーグル水道の対岸、チリのプエルト・ウィリアムズは位置的にはウシュアイアの南にあるが、2017年の人口は1,868人でウシュアイアに比べてはるかに少ない。一方、チリ最南端の市、かつ南アメリカ大陸最南端の都市で、「世界最南端の市」を名乗っているプンタ・アレーナスは人口13万人で、ウシュアイアの2倍の人口を抱えているが、位置的にはウシュアイアよりも200キロメートル以上北西にあたる。他にもウシュアイアの南に人口100人に満たない小さな村がチリにいくつかあるが、それらは「都市」とみなされていない。

## 歴史
ヨーロッパ人の入植者が来る以前は、この一帯に先住民族であるフエゴ人（英: Fuegians）、ヤーガン族が住んでいた。ウシュアイアという名はイギリス人の入植者がつけたものである。
20世紀前半のほとんどは、市は凶悪犯を収容する刑務所の周りに発展していた。囚人の脱走を困難なものにするため、かつてイギリスがオーストラリアを流刑地にさせたのにならって、アルゼンチン政府は首都ブエノスアイレスから遠く離れたこのフエゴ島に流刑地を造った。流刑囚はここに住み着くほかはなく、刑務所の周りの山から木を切り、平地に運んで町をつくるのにほとんどの時間を費やした。また、森林から町へと木材を運ぶための鉄道も建設した。現在、この鉄道は南フエゴ鉄道（スペイン語名: El Tren del Fin del Mundo - 「世界の果ての鉄道」の意）という観光用の鉄道として使われている。
近年では、ウシュアイアはフエゴ島国立公園やホーン岬などの観光の基地として発展を遂げている。交通も整備され、ブエノスアイレスとは航空機の便やアルゼンチンハイウェイで結ばれ、かつてのような「孤島」ではなくなっている。

## 地理

### 気候
ウシュアイアの気候は一年を通じて冷涼である。夏でも最高気温は摂氏15度程度。しかし、冬は緯度の割に寒さが厳しくなく、最も寒い7月の最低気温でも氷点下2度程度、平均気温は摂氏0度である。ケッペンの気候区分では西岸海洋性気候（Cfc）に属する。気温の年較差が小さいことから、海洋性気候であるともされる。記録最高気温は1月に観測された29度であり、夏日まで気温が上がる場合がある。記録最低気温は7月に観測された-21度。
| ウシュアイアの気候                                                                                              | ウシュアイアの気候 | ウシュアイアの気候 | ウシュアイアの気候 | ウシュアイアの気候 | ウシュアイアの気候 | ウシュアイアの気候 | ウシュアイアの気候 | ウシュアイアの気候 | ウシュアイアの気候 | ウシュアイアの気候 | ウシュアイアの気候 | ウシュアイアの気候 | ウシュアイアの気候 |
| 月 | 1月                | 2月                | 3月                | 4月                | 5月                | 6月                | 7月                | 8月                | 9月                | 10月               | 11月               | 12月               | 年                 |
| --- | ------------------ | ------------------ | ------------------ | ------------------ | ------------------ | ------------------ | ------------------ | ------------------ | ------------------ | ------------------ | ------------------ | ------------------ | ------------------ |
| 最高気温記録 °C （°F）                                                                                          | 29.5 (85.1)        | 26.2 (79.2)        | 25.5 (77.9)        | 22.2 (72)          | 20.3 (68.5)        | 19.0 (66.2)        | 17.5 (63.5)        | 18.0 (64.4)        | 22.3 (72.1)        | 21.2 (70.2)        | 23.6 (74.5)        | 29.0 (84.2)        | 29.5 (85.1)        |
| 平均最高気温 °C （°F）                                                                                          | 15.0 (59)          | 14.1 (57.4)        | 12.4 (54.3)        | 9.8 (49.6)         | 6.3 (43.3)         | 4.6 (40.3)         | 4.5 (40.1)         | 6.1 (43)           | 8.8 (47.8)         | 11.1 (52)          | 12.9 (55.2)        | 13.4 (56.1)        | 9.9 (49.8)         |
| 日平均気温 °C （°F）                                                                                            | 10.3 (50.5)        | 9.5 (49.1)         | 7.6 (45.7)         | 5.7 (42.3)         | 3.1 (37.6)         | 1.7 (35.1)         | 1.6 (34.9)         | 2.4 (36.3)         | 4.3 (39.7)         | 6.5 (43.7)         | 8.3 (46.9)         | 9.1 (48.4)         | 5.8 (42.4)         |
| 平均最低気温 °C （°F）                                                                                          | 5.7 (42.3)         | 5.2 (41.4)         | 3.5 (38.3)         | 2.1 (35.8)         | 0.1 (32.2)         | −1.3 (29.7)        | −1.4 (29.5)        | −1 (30)            | 0.5 (32.9)         | 2.3 (36.1)         | 3.9 (39)           | 4.9 (40.8)         | 2.0 (35.6)         |
| 最低気温記録 °C （°F）                                                                                          | −2.0 (28.4)        | −4.0 (24.8)        | −4.3 (24.3)        | −7.3 (18.9)        | −20.2 (−4.4)       | −18.2 (−0.8)       | −21.0 (−5.8)       | −19.6 (−3.3)       | −10.6 (12.9)       | −6.1 (21)          | −6.0 (21.2)        | −3.7 (25.3)        | −21.0 (−5.8)       |
| 降水量 mm （inch）                                                                                              | 30.7 (1.209)       | 33.2 (1.307)       | 47.8 (1.882)       | 49.7 (1.957)       | 54.5 (2.146)       | 54.7 (2.154)       | 46.2 (1.819)       | 60.7 (2.39)        | 39.5 (1.555)       | 34.6 (1.362)       | 35.4 (1.394)       | 41.0 (1.614)       | 528.0 (20.787)     |
| 平均降水日数 | 13                 | 13                 | 14                 | 12                 | 11                 | 12                 | 12                 | 11                 | 13                 | 12                 | 12                 | 11                 | 146                |
| 平均降雪日数 | 0.3                | 0.1                | 2                  | 2                  | 5                  | 8                  | 7                  | 9                  | 7                  | 5                  | 3                  | 1                  | 49.4               |
| % 湿度 | 79                 | 79                 | 81                 | 83                 | 83                 | 82                 | 84                 | 83                 | 79                 | 75                 | 74                 | 74                 | 80                 |
| 平均月間日照時間                                                                                                | 167.4              | 146.9              | 133.3              | 102.0              | 68.2               | 42.0               | 55.8               | 83.7               | 123.0              | 164.3              | 180.0              | 167.4              | 1,434              |
| 出典1：Servicio Meteorologico Nacional (normals 1981–1990), Secretaria de Mineria (extremes and sun, 1901–1990) |                    |                    |                    |                    |                    |                    |                    |                    |                    |                    |                    |                    |                    |
| 出典2：UNLP (snowfall data)                                                                                     |                    |                    |                    |                    |                    |                    |                    |                    |                    |                    |                    |                    |                    |

## 対外関係

### 姉妹都市･提携都市
- ウトキアグヴィク（アメリカ合衆国 アラスカ州）- 北アメリカ大陸最北端の都市。
- ヌーク（デンマーク王国 グリーンランド国 セルメルソーク地方）
- サントス（ブラジル連邦共和国 サンパウロ州）
- ハンメルフェスト（ノルウェー王国 フィンマルク県）世界最北端の都市のひとつ。

## 観光

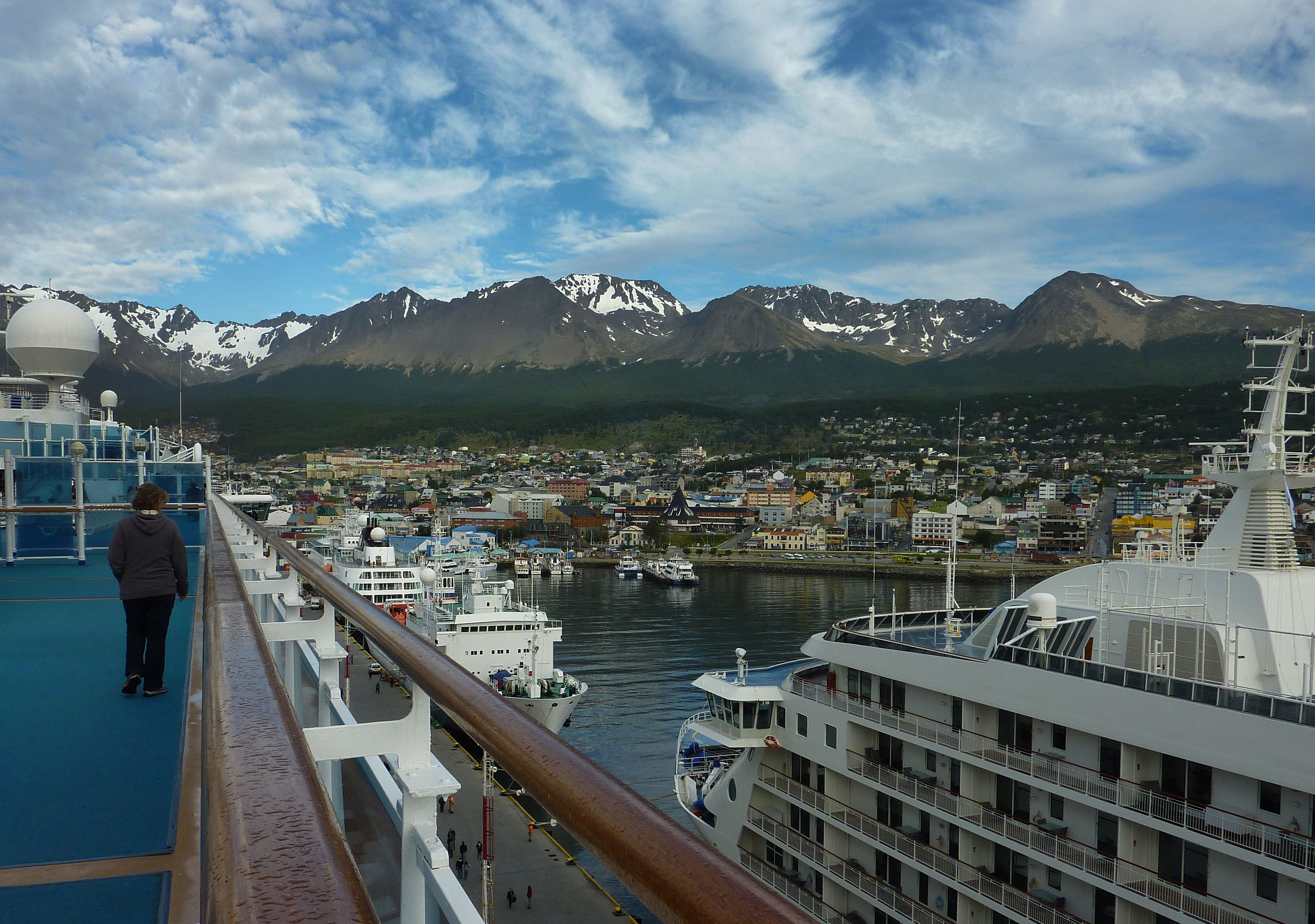
港に停泊するクルーズ船

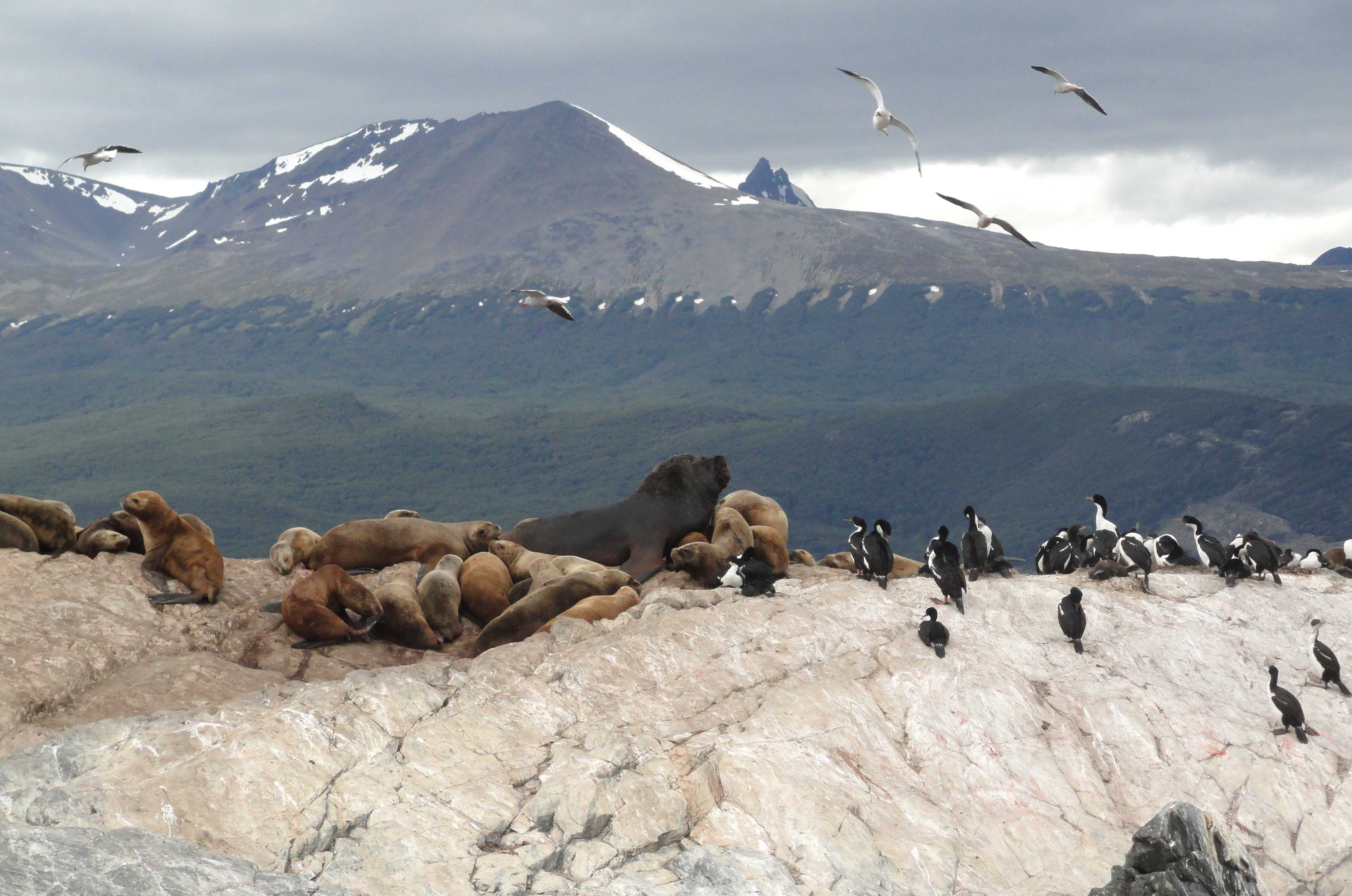
ビーグル水道のオットセイの群れ

ウシュアイアはフエゴ島国立公園観光の基地である。フエゴ諸島を訪れる観光客は少なくなく、その多くはウシュアイアを訪れることとなる。観光用の鉄道である南フエゴ鉄道は世界最南端の鉄道で、それゆえにTren del Fin del Mundo（世界の果ての鉄道）とも呼ばれる。
世界最南端の岬、ホーン岬へは船をチャーターしてたどり着くことができる。ビーグル水道が国境となっているため、この船はチリの領海を通る（そもそもホーン岬自体がチリの領土である）。ビーグル水道に棲む海鳥やペンギン、この地域特有のシーウルフ（Seawolf）という魚を観察するツアーもある。ジュール・ベルヌの小説によって有名になった「世界の果ての灯台」（Faro del fin del mundo）も観光名所のひとつである。また、ウシュアイアの近隣にはスキーエリアもいくつか存在する。
ウシュアイアは、南極観光の拠点でもある。

## 交通
ウシュアイアはアルゼンチン極南部の交通の連接点でもある。ウシュアイア国際空港にはブエノスアイレスとの航空機の定期便が発着し、プンタ・アレーナスを始めとしたチリの都市とも国際便がある。ウシュアイア港からはフォークランド諸島や南極大陸へのクルーズ観光船が出航する。
ウシュアイアはブエノスアイレスから南へ延びるアルゼンチンハイウェイ3号線（Argentina National Route 3）の終点であると同時に、パンアメリカンハイウェイの終点でもある。ハイウェイの終点には「アラスカまで17,848km」の標識が立てられている。